# Orest Chvolson
Orest Danilovitj Chvolson (ryska: Орест Данилович Хвольсон), född 4 december 1852 i Sankt Petersburg, död där (då Leningrad) 11 maj 1934, var en rysk (sovjetisk) fysiker och meteorolog. Han var son till Daniel Chvolson.
Chvolson blev 1876 docent, 1890 extra ordinarie och 1898 ordinarie professor i fysik vid universitetet i Sankt Petersburg. Åren 1888-94 var han även professor vid elektrotekniska institutet och var från 1891 professor vid den kvinnliga högskolan.
Han skrev avhandlingar i magnetism, värmelära, optik och särskilt aktinometri. Mest känd blev han för sina populärvetenskapliga skrifter samt läroböcker, av vilka den från 1896 i fem delar utgivna Kurs fiziki (Курс физики, andra upplagan 1918-27), var av högsta klass och även utkom på tyska, franska och spanska.